# The Phosphorescent Rat
The Phosphorescent Rat es el cuarto álbum de estudio de la banda estadounidense Hot Tuna. Fue publicado el 3 de enero de 1974 a través de Grunt Records.

## Recepción de la crítica
Un escritor no especificado de la revista Cash Box señaló que “[The Phosphorescent Rat] brilla con una gran riqueza de conocimiento y abandono musical desenfrenado” y que “[Hot Tuna] ha hecho un excelente trabajo al armar este LP y deberían estar contentos con él”. Un escritor no especificado de Billboard declaró: “Es bueno tener de nuevo a la banda Jorma Kaukonen–Jack Casady en vinilo, pero el esfuerzo es decepcionante. «Corners Without Exits» es uno de los trabajos más destacados, pero hay un letargo confuso que domina muchos de los otros cortes. Sin embargo, hay un buen trabajo de guitarra acústica en «Seeweed Strut»”.

## Lista de canciones
Todas las canciones escritas y compuestas por Jorma Kaukonen, excepto donde esta anotado. 
| Lado uno |                                   |          |  |
| N.º      | Título                            | Duración |  |
| 1.       | «I See the Light»                 | 4:14     |  |
| 2.       | «Letter to the North Star»        | 2:30     |  |
| 3.       | «Easy Now»                        | 5:10     |  |
| 4.       | «Corners Without Exits»           | 3:36     |  |
| 5.       | «Day to Day Out the Window Blues» | 3:25     |  |

| Lado dos |                                                                  |          |  |
| N.º      | Título                                                           | Duración |  |
| 1.       | «In the Kingdom»                                                 | 5:25     |  |
| 2.       | «Seeweed Strut»                                                  | 3:24     |  |
| 3.       | «Living Just for You»                                            | 3:19     |  |
| 4.       | «Soliloquy for 2»                                                | 3:41     |  |
| 5.       | «Sally, Where'd You Get Your Liquor From?» (Reverend Gary Davis) | 2:55     |  |

## Créditos y personal
Créditos adaptados desde las notas de álbum de The Phosphorescent Rat.
Hot Tuna
- Jorma Kaukonen – guitarra, voces
- Jack Casady – bajo eléctrico, balalaica
- Sammy Piazza – batería, cuchara, percusión

Músicos adicionales
- Tom Salisbury – instrumento de cuerda y viento-madera, conductor (4, 9)
- Andrew Narell – tambores metálicos (8)

Personal técnico
- Mallory Earl – productor, ingeniero de audio, mezclas
- Pat Ieraci – coordinador
- Steve Mantoani – ingeniero asistente
- Marek A. Majewski – diseño de portada

## Posicionamiento
| Gráfica (1974)                            | Pico de posición |
| ----------------------------------------- | ---------------- |
| Estados Unidos (Billboard Top LPs & Tape) | 148              |
| Estados Unidos (Cash Box Top 100 Albums)  | 101              |
| Estados Unidos (Record World Album Chart) | 92               |